# Accountable Beasts
Accountable Beasts — третий сольный альбом британского барабанщика, участника группы Black Sabbath Билла Уорда. Выпущен 25 апреля 2015 года лейблом «Aston Cross Music». Альбом выпущен Уордом после 18-летнего перерыва и посвящён памяти Марк Джонса (Mark «Gopher» Jones), умершего в 2014 году.

## Об альбоме
После записи своего второго альбома When the Bough Breaks в 1996 год, Уорд оказался без контракта на его издание и сразу же приступил к работе над следующим альбомом под названием Beyond Aston. Работа над ним эпизодически продолжалась все последующие годы.
4 ноября 2002 года на официальном сайте Уорда был опубликован список из семнадцати песен, написанных для альбома Beyond Aston. В следующем обновлении, он сказал, что в альбом войдёт десять песен, однако какие именно песни предполагалось оставить, не сообщалось.
- «Crow»
- «The Dark Half Hour»
- «Straws»
- «God and the Law»
- «Hi Fi Life»
- «Ashes»
- «Angel in the Rain»
- «Beyond Aston»
- «Monmouth Nights»
- «First Day Back»
- «Everybody Loves Me»
- «Powder on the Moon»
- «Soldiers»
- «Abandoned Gift»
- «Somebody’s Heart»
- «Elephant Man»
- «Woodshop»

В 2008 году во время очередного перерыва от работы над ним Уорд решает записать альбом под названием Accountable Beasts. В отличие от предыдущего альбома на Accountable Beasts помимо исполнения вокальных партий Уорд также играет на барабанах и клавишных. Большинство песен альбома посвящено теме религии и войны.
В записи альбома приняла участие дочь Билла — Эмили.
Аббревиатура D.O.T.H., представляющая название 4-й песни диска расшифровывается как «Darkest Of The Horses».
Композиция «Straws» была впервые записана и вышла как сингл в 2002 году. Долгое время она была доступна для свободной загрузки с сайта Уорда, а затем продавалась в составе благотворительного диска.
Впервые альбом стал доступен на сервисе iTunes. Распространяемый через iTunes альбом содержит в себе буклет в электронном виде. На серверах iTunes указано что дата выхода альбома 21 апреля. Это является ошибкой: 21 апреля дата физического поступления альбома в магазин, в то время как официальная дата выпуска 25 апреля.

## Список композиций
Автор всех песен — Билл Уорд
1. «Leaf Killers» — 4:38
2. «Accountable Beasts» — 3:15
3. «Katastrophic World» — 4:14
4. «D.O.T.H.» — 4:12
5. «First Day Back» — 3:54
6. «As it is in Heaven» — 2:25
7. «Ashes» — 5:32
8. «Straws» — 3:02
9. «The Wall of Death» — 10:15

## Участники записи
- Билл Уорд — вокал, барабаны, клавишные
- Кит Линч — гитара, бас-гитара, клавишные, вокал
- Поль Ил — барабаны, перкуссия
- Ронни Сьяго — барабаны
- Уолтер Эрл — перкуссия